# Nemoria leptalea
Nemoria leptalea är en fjärilsart som beskrevs av Ferguson 1969. Nemoria leptalea ingår i släktet Nemoria och familjen mätare. Inga underarter finns listade i Catalogue of Life.